# Station Jelenia Góra Zachodnia
Station Jelenia Góra Zachodnia is een spoorwegstation in de Poolse plaats Jelenia Góra.